# Академия Анируддха по чрезвычайным ситуациям
Академия Анируддха по чрезвычайным ситуациям (англ. Aniruddha’s Academy of Disaster Management, AADM) — некоммерческая организация, зарегистрированная в Мумбаи, Индия, с целью борьбы с последствиями стихийных бедствий. Основная цель AADM — спасение жизни и имущества в случае стихийного бедствия (как природного, так и техногенного характера). С этой целью AADM занимается обучением каждого желающего (независимо от национальности, касты, вероисповедания и религии) навыкам предупреждения и ликвидации чрезвычайных ситуаций. Глобальная цель AADM — создание волонтёрской базы по всему миру, которая будет в состоянии обрабатывать данные о различных бедствиях и эффективно заниматься ликвидацией последствий стихийных бедствий. AADM подготовило около 25 000 волонтёров, называемых Disaster Management Volunteer (DMV).

## История
AADM была основана в апреле 2005 года, в соответствии со статьёй 25 Закона о компаниях 1956 года. Академия была сформирована под руководством доктора (ревматолог) Анируддха Д. Джоши (англ. Aniruddha D. Joshi).

## Миссия
Миссией AADM является обучение людей спасению себя (а затем и других людей) во время и после стихийного бедствия (как природного, так и техногенного характера). Обученные ликвидации последствий стихийных бедствий волонтёры, в свою очередь, должны заняться организацией соответствующей подготовки по основам борьбы со стихийными бедствиями бесплатно по всей стране.

## Учебник по чрезвычайным ситуациям
Учебник по чрезвычайным ситуациям был составлен AADM в 2002 году. Он оказался большим методическим подспорьем для инструктора в том, как максимально эффективно обучить навыкам предупреждения и ликвидации чрезвычайных ситуаций среднего гражданина Индии. Он также служит в качестве справочника в случае стихийного бедствия.

## Добровольцы
Есть два типа добровольцев: DMV (англ. Disaster Management Voluntee) — волонтёры по ликвидации последствий стихийных бедствий, прошедшие 7-дневный курс обучения по основным стихийным бедствиям, и «передатчики» (англ. Transmitter) — тренеры для DMV, обучающие сограждан основам выживания и ликвидации последствий стихийных бедствий. В настоящее время в AADM в общей сложности 25 000 DMV и 450 «передатчиков».

## Базовый курс ликвидации последствий стихийных бедствий
Учебный курс базовой ликвидации последствий стихийных бедствий включает обучение рядового гражданина аспектам первой помощи с целью спасения жизней до прибытия квалифицированной медицинской помощи. Помимо методов оказания первой помощи, учебный курс охватывает также информацию обо всех возможных видах бедствий и пути эффективного реагирования на них (стихийные бедствия, такие как землетрясения, наводнения, циклоны, голод, засухи и т. д. и техногенные катастрофы, такие как взрывы, общественные беспорядки и т. д., а также применение ядерного, биологического и химического оружия).

## Функции организации
- Создание и оказание помощи учреждениям, занимающихся облегчением человеческих страданий.
- Оказание помощи местным властям во время публичных мероприятий, в первую очередь для борьбы с беспорядками.
- Помощь и поддержка людей в местах, подвергнутых природным и техногенным бедствиям[3].
- Осуществление проектов по реабилитации людей, находящихся в пострадавших от чрезвычайных ситуаций районах.
- Мобилизация добровольцев путём проведения курсов по управлению стихийными бедствиями в школах и колледжах.
- Запуск различных параллельных проектов, таких как проект по вермикультуре, вакцинация против полиомиелита, развитие донорского движения и т. д.

## Деятельность

### Устранение последствий чрезвычайных ситуаций
- Проливные дожди: 26 июля 2005 года, когда проливные дожди создали катастрофу в Мумбаи и Махараштре, волонтёры AADM предлагали помощь властям в спасательных операциях, сделав плоты из использованных пластиковых бутылок и переправляя пострадавших в безопасное место. В тот же день, при сходе оползня на Саки Нака (пригород Мумбаи), DMV сыграли решающую роль в спасении жизней и вытаскиванию тел из-под завалов в сложных условиях.
- Пожары: DMV активно помогали пожарной команде и полиции Мумбаи во время инцидентов, связанных с огнём: при пожаре 26 января 2006 года в офисе корпорации Fairdeal, пожаре 6 июля 2006 года на Hansa Ind. Estate, и т. д.
- Техногенные катастрофы: при серийных взрывах в вагонах пригородных поездов Западной железной дороги 11 июля 2006 года, а также взрыве бомбы 15 марта 2003 года в больнице Агарвал[4], и т. д.

### Проект по вермикультуре
AADM считает плодородие почв и охрану окружающей среды двумя ключевыми аспектами при ликвидации последствий стихийных бедствий, немаловажную роль в этом играет экологически чистая технология утилизации отходов — вермикультура.
Это технология выращивания или культивирования дождевых червей и использование их в качестве естественных биологических реакторов в области избавления от отходов, черви могут обрабатывать все типы биоразлагаемых отходов: пищевых отходов, цветочных и растительных отходов, коровьего навоза и бумажных отходов.
Преимущества:
- Биоразлагаемый мусор уничтожается — меньше загрязнение природы
- Можно избежать превращения в свалки открытых земель.
- Вспышки заболеваний могут быть сведены к минимуму.
- Ухудшение плодородия почв может быть снижено с помощью натуральных удобрений вместо химических удобрений/пестицидов.
- Заражение через пищевую цепь могут быть минимизированы.
- Вода способность удерживать биогумуса во много раз больше по сравнению с химическими удобрениями, удержание влаги в почве предотвращает эрозию почв.

## Сотрудничество
В 2007 году академия была приглашена Муниципальной корпорацией Большого Мумбаи (MCGM) для участия в «План бедствий муссон (2007)» (англ. Monsoon Disaster Plan (2007)). Академия способствовала этому проекту путём сбора и обобщения информации для работы в аварийном режиме, и подготовке документации.
В 2010 году AADM приняла участие в проекте Татпар, организованной MCGM вместе с полицией, пожарными, национальным подразделением по устранению бедствий и другими неправительственными организациями Мумбаи.